# George Dedolph
George Dedolph (* 10. Juli 1789 in Hofgeismar; † 30. November 1843 in Kassel) war ein deutscher Jurist. Dedolph wurde Obergerichtsrat in Kassel und war von 1831 bis 1835 Mitglied der kurhessischen Ständeversammlung. 

## Leben
Dedolph war der Sohn des Postdirektors in Hofgeismar Johann Conrad Dedolph und dessen Frau Chlothilde, eine geborenen Bauer. Er studierte ab 1810 Rechtswissenschaften an der Universität Göttingen. Nach Beendigung des Studiums war er zunächst Amtmann in Gudensberg und Referent im Prüfungsausschuss des kurhessischen Landtages. 1824 wurde er Amtsrichter und Amtsgerichtsrat und später Obergerichtsrat am Zivilsenat des Obergerichts in Kassel für die Provinz Niederhessen.
1831 erfolgte seine Wahl zum Mitglied der kurhessischen Ständeversammlung, dem 1. Landtag, als Vertreter der Bauern des Diemelstroms. Auch während des Jahres 1833 war er Mitglied der Ständeversammlung, dem 2. und 3. Landtag, zuletzt als dessen Vizepräsident. Im November 1833 wurde er erneut von den Städten des Diemelstroms in den 4. Landtag gewählt, erhielt aber kein Mandat von der kurhessischen Regierung. Im Landtag gehörte er zur gemäßigt liberalen Opposition und zeichnete sich durch eine rege Anteilnahme an zahlreichen Ausschüssen aus.
Auch nach dem Ende seiner parlamentarischen Arbeit blieb Dedolph als Obergerichtsrat Richter am Kasseler Obergericht. Als solcher starb er am 30. November 1843, im Alter von 54 Jahren, in Kassel.